# 朱箎
朱箎（1493年4月7日—1546年11月11日），字守諧，號思齋，行慶十五，浙江山陰縣人。

## 生平
正德八年（1513年）癸酉科第九名舉人，正德十四年事南雍，正德十五年庚辰科與兄朱簠同舉會試第14名，丁父憂，嘉靖五年（1526年）丙戌科殿試成進士。任南直隸揚州府泰興縣知縣，調任休寧縣知縣，十四年十一月擢江西道試監察御史，十五年五月實授，奉命覆核蓟辽永平钱粮，十七年巡按湖廣等處地方，十九年监督明显陵工程。二十五年贬九江府推官

## 家族
曾祖朱昂；祖朱絅；父朱䆃，弘治二年己酉舉人，四川通江、內江、富順知縣。兄朱簠。
子四朱以京、朱以良、朱以雍、朱以襄，曾孫朱燮元。